# Гиотопулос, Димитрис
Дими́трис Гиото́пулос (греч. Δημήτρης Γιωτόπουλος, 1901—1965) — греческий химик и троцкист (некоторое время был личным секретарем Л. Д. Троцкого), основатель журнала «Архивы марксизма» и ключевая фигура в археомарксистском движении. Участник гражданской войны в Испании (сражался в рядах ПОУМ) и политический деятель в Греции после её освобождения (участвовал в профсоюзном и либерально-социалистическом движении). Отец Александроса Гиотопулоса.